# Utkání hvězd české extraligy 1997
Utkání hvězd české extraligy 1997 se uskutečnilo 2. února roku 1997 v Liberci, podle nepsaných zákonů, se utkání hvězd přemístilo na západ, kde se hvězdy představily už podruhé. Tým západu (Čech) oplatil svému moravskému protějšku porážku z předešlého roku a vyhrál 9:6. 

## Soupisky
| Brankáři | Milan Hnilička   | HC Poldi Kladno             |
|          | Oldřich Svoboda  | HC České Budějovice         |
| Obránci  | Jiří Vykoukal    | HC Sparta Praha             |
|          | Radek Hamr       | HC Sparta Praha             |
|          | Václav Burda     | HC Sparta Praha             |
|          | Nordmunds Sejejs | HC Chemopetrol Litvínov     |
|          | Libor Procházka  | HC Poldi Kladno             |
|          | Martin Štěpánek  | HC Chemopetrol Litvínov     |
|          | Jaroslav Špaček  | HC ZKZ Plzeň                |
|          | Milan Nedoma     | HC České Budějovice         |
| Útočníci | Viktor Ujčík     | HC Slavia Praha             |
|          | Jiří Kučera      | HC ZKZ Plzeň                |
|          | Robert Lang      | HC Sparta Praha             |
|          | Andrej Potajčuk  | HC Sparta Praha             |
|          | Vladimír Růžička | HC Slavia Praha             |
|          | Ladislav Lubina  | HC IPB Pojišťovna Pardubice |
|          | Milan Hejduk     | HC IPB Pojišťovna Pardubice |
|          | Tomáš Vlasák     | HC Chemopetrol Litvínov     |
|          | Martin Rousek    | HC Chemopetrol Litvínov     |
|          | Tomáš Jelínek    | HC Sparta Praha             |
|          | Radek Ťoupal     | HC České Budějovice         |
| Trenéři  | Josef Beránek    |                             |
|          | Stanislav Berger |                             |

| Brankáři | Martin Prusek       | HC Vítkovice        |
|          | Roman Čechmánek     | HC Petra Vsetín     |
| Obránci  | Vítězslav Škuta     | HC Vítkovice        |
|          | Jiří Veber          | HC Petra Vsetín     |
|          | Dmitrij Jerofejev   | HC Vítkovice        |
|          | Radim Tesařík       | AC ZPS Zlín         |
|          | Jerguš Bača         | HC Olomouc          |
|          | Petr Pavlas         | HC Olomouc          |
|          | Alexej Jaškin       | HC Petra Vsetín     |
|          | Petr Tejkl          | HC Slezan Opava     |
| Útočníci | Josef Beránek       | HC Petra Vsetín     |
|          | Jiří Dopita         | HC Petra Vsetín     |
|          | Roman Meluzín       | AC ZPS Zlín         |
|          | Tomáš Sršeň         | HC Petra Vsetín     |
|          | David Moravec       | HC Vítkovice        |
|          | Pavel Janků         | AC ZPS Zlín         |
|          | Petr Kaňkovský      | HC Dukla Jihlava    |
|          | Petr Fabián         | HC Slezan Opava     |
|          | Petr Vlk            | HC Dukla Jihlava    |
|          | Josef Štraub        | HC Železárny Třinec |
|          | Roman Šimíček       | HC Vítkovice        |
|          | Richard Král        | HC Železárny Třinec |
| Trenéři  | Horst Valášek       |                     |
|          | Vladimír Vůjtek st. |                     |

## Souhrn zápasu
Západ (Čechy) - Východ (Morava):     9:6 (0:3, 4:1, 5:2)
2. února 1997 - Liberec

Branky: 1' Dopita (Meluzín), 13' Veber (Král, Meluzín), 19' Šimíček (Janků), 24' Pavlas (P. Kaňkovský, Bača), 41' Beránek (Dopita. Meluzín), 47' Vlk (Bača, Fabián) - 26' Rousek (L. Procházka, Vlasák), 28' Špaček (Vlasák, Lang), 36' Sejejs (Růzička, Lang), 40' Potajčuk (Růzička, Burda), 44' Ťoupal (Špaček), 50' Lang (Růzička, Potajčuk), 52' Lubina, 55' Vlasák (Hejduk, Lubina), 57' Ujčík (Vykoukal).

Rozhodčí: Brada, Rouspetr, Brunclík

Vyloučení: 2:0 

Diváků: 7000

## Individuální soutěže
| Disciplína:                            | Hráč (km/h, čas):       | Klub:           |
| Soutěž o tvrdost střelby               | Petr Pavlas (140 km/h)  | HC Olomouc      |
| Soutěž o nejrychlejšího bruslaře       | Josef Beránek (15,19 s) | HC Petra Vsetín |
| Soutěž Soutěž o nejpřesnějšího střelce | Tomáš Sršeň             | HC Petra Vsetín |
| Soutěž brankářů - štafeta nájezdů      | Milan Hnilička          | HC Poldi Kladno |